# واوکسایلن
واوکسایلن (به فرانسوی: Vauxaillon) یک کمون در فرانسه است که در پیکاردی واقع شده‌است.

## خصوصیات
واوکسایلن ۱۳٫۷۷ کیلومترمربع مساحت و ۴۵۳ نفر جمعیت دارد و ۵۵ متر بالاتر از سطح دریا واقع شده‌است.